# Tế Công
Tế Công (chữ Hán: 濟公, 22 tháng 12 năm 1130 - 16 tháng 5 năm 1209), tên khai sinh là Lý Tu Duyên, pháp danh là Đạo Tế, là Thiền sư Trung Quốc đời Nam Tống. Sư là đệ tử của Thiền sư Huệ Viễn Hạt Đường, nối pháp đời thứ 13 tông Lâm Tế, phái Dương Kỳ. Sư còn được gọi với các tên gọi như Tế Điên Hòa thượng, Tế công Hoạt Phật, Tế Điên Đạo Tế Thiền sư.
Những gì người ta biết về sư phần lớn bắt nguồn từ các sự tích, truyền thuyết được truyền miệng trong dân gian. Phổ biến nhất là việc sư thường dùng thần thông để trừ yêu diệt ma, giúp đỡ người khó khăn và chống lại những bất công trong xã hội đương thời. Không giống với các tu sĩ Phật giáo lúc bấy giờ, sư thích ăn thịt, uống rượu. Về ngoại hình, sư thường mặc bộ tăng bào rách được vá lại, đội mũ có thêu chữ Phật (佛), tay phải cầm một bình rượu, tay trái cầm một cái quạt tre rách và trên cổ đeo tràng hạt. Mục đích chính của Tế công khi ăn thịt, uống rượu, ăn mặc lôi thôi như vậy là để giúp cho phàm phu phá đi sự chấp tướng, ngã mạn của mình.
Sau khi mất, Tế công trở thành một huyền thoại lưu truyền trong văn hóa dân gian Trung Quốc, được tín ngưỡng dân gian Trung Quốc thần thánh hóa trở thành một vị thần và được thờ cúng ở nhiều nơi. Dựa trên cảm hứng từ sư, có nhiều tác phẩm, tiểu thuyết đã ra đời. Nổi tiếng nhất là bộ Tế Công Toàn Truyện do Quách Tiểu Đình, người đời Thanh sáng tác.

## Tiểu sử

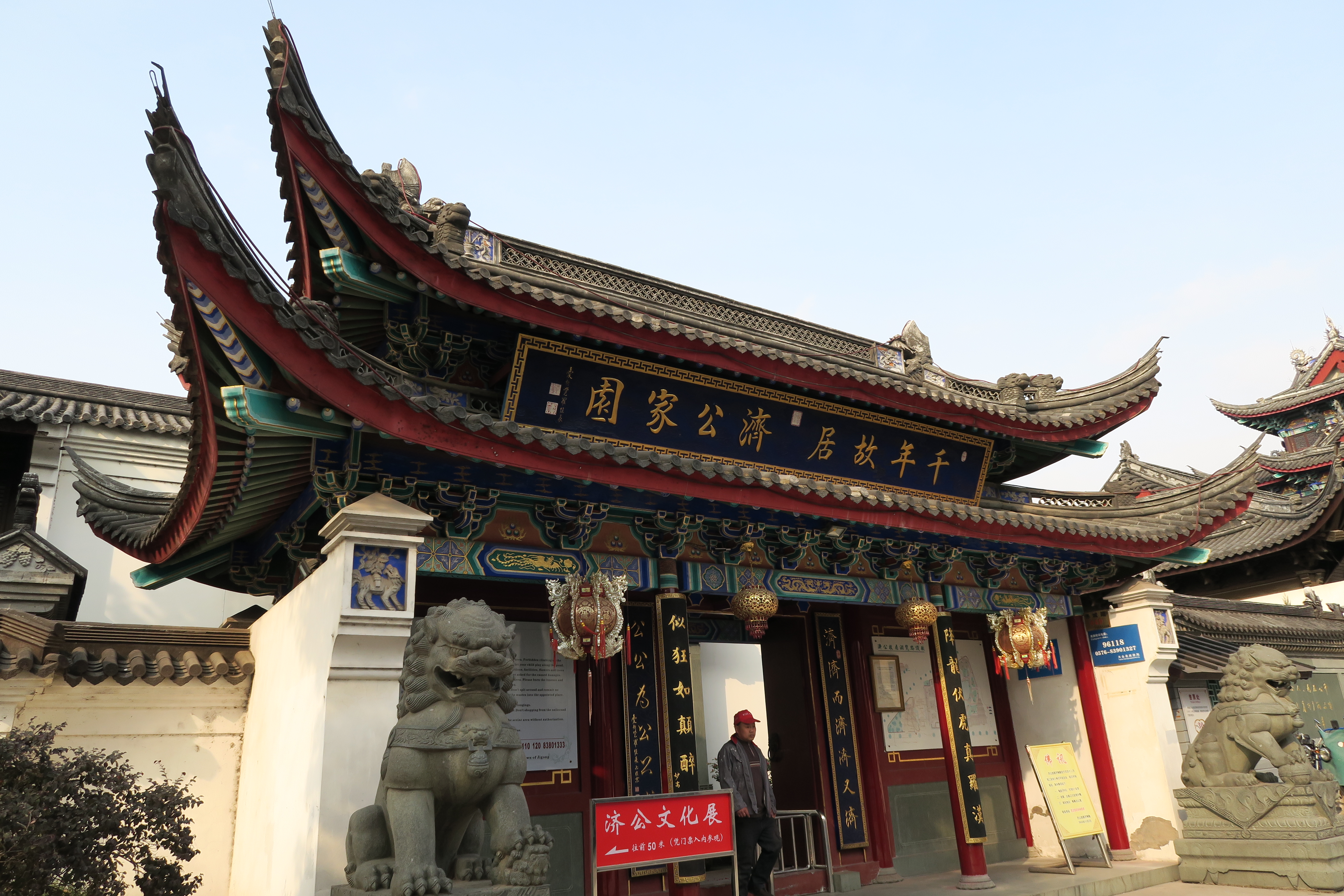
Nhà cũ nơi Lý Tu Duyên và cha mẹ từng sống.

Sư quê ở làng Vĩnh Ninh, huyện Thiên Thai, Thai Châu, tỉnh Chiết Giang; họ Lý, tên Tu Duyên (hoặc Tu Nguyên), Tâm Viễn, tự là Hồ Ấn, hiệu Phương Viên Tẩu. Cha tên là Lý Mậu Xuân, ông vốn là cố vấn quân sự, mẹ là Vương phu nhân. Sư sinh vào năm 1130, một số tài liệu khác nói là năm 1148. Trước lúc sinh ra sư, Vương phu nhân nằm mộng thấy mình nuốt mặt trời.
Năm 18 tuổi, cha mẹ đều đã qua đời cả. Sư bèn đến xuất gia và thọ giới tại Linh Ẩn Thiền tự và được ban pháp danh là Đạo Tế. Trong quá trình tham học, sư từng đến yết kiến nhiều vị Thiền sư đương thời như Thiền sư Pháp Không Nhất Bản ở Quốc Thanh tự, Thiền sư Đạo Thanh ở Kỳ Viên tự, Thiền sư Đạo Tịnh ở Quan Âm tự. Cuối cùng, sư đến núi Hổ Khâu, Bình Giang học Thiền với Thiền sư Hạt Đường Huệ Viễn (cũng là trụ trì chùa Linh Ẩn ở Hàng Châu) và khai ngộ.
Không giống với các tăng sĩ Phật giáo bình thường, sư không giữ giới luật, không tụng kinh cũng không ngồi Thiền mà lại thích uống rượu, ăn thịt. Sư hay đến những nơi như quán rượu, lầu xanh, không quan tâm đến việc bị người đời bàn tán, gièm pha. Các vị sư trong chùa Linh Ẩn vì không hiểu được hành động quái lạ của Tế Công và cũng sợ hành vi của sư ảnh hưởng đến thanh danh của chùa nên lên thưa với trụ trì là Lão Thiền sư Huệ Viễn để đuổi Tế công ra khỏi chùa. Lão Thiền sư Huệ Viễn bèn nói với họ: "Cửa Phật rộng lớn, chẳng lẽ chúng ta lại không thể rộng lòng tha thứ cho tên tăng điên này sao?" Từ đó, sư có biệt hiệu là Tế Điên. Nhờ sự bảo hộ của thầy mình, Tế công được tiếp tục cư trú tại chùa Linh Ẩn.
Sau khi Hòa thượng Huệ Viễn thị tịch, Tế công lại bị các vị sư khác trong chùa dèm pha. Sư bèn rời khỏi chùa Linh Ẩn đến trú tại Tịnh Từ Thiền tự ở Hàng Châu. Khi chùa Tịnh Từ bị hỏa hoạn đổ nát, sư đến vùng Nghiêm Lăng hoằng hóa.
Tuy có ngoại hình rách rưới và hành động quái dị, Tế công rất tốt bụng và thường thể hiện tinh thần nhập thế cứu đời của Bồ Tát. Theo lịch sử ghi lại, Tế công rất giỏi về y thuật, vì sư thường xuyên cứu sống được nhiều người thoát khỏi cửa tử nên được mọi người tôn kính gọi là Phật sống Tế công. Thậm chí, còn có truyền thuyết nói rằng Tế công là hóa thân của Hàng Long La Hán, một trong thập bát La Hán. Về khả năng thần thông của Tế công, có một truyền thuyết kể lại rằng cư dân ở vùng Tần Hồ rất thích ăn ốc nhưng họ chỉ ăn phần đuôi, sư bèn xin hết chỗ ốc họ bỏ đi đó đem thả xuống sông, ốc sống lại nhưng cụt đuôi.

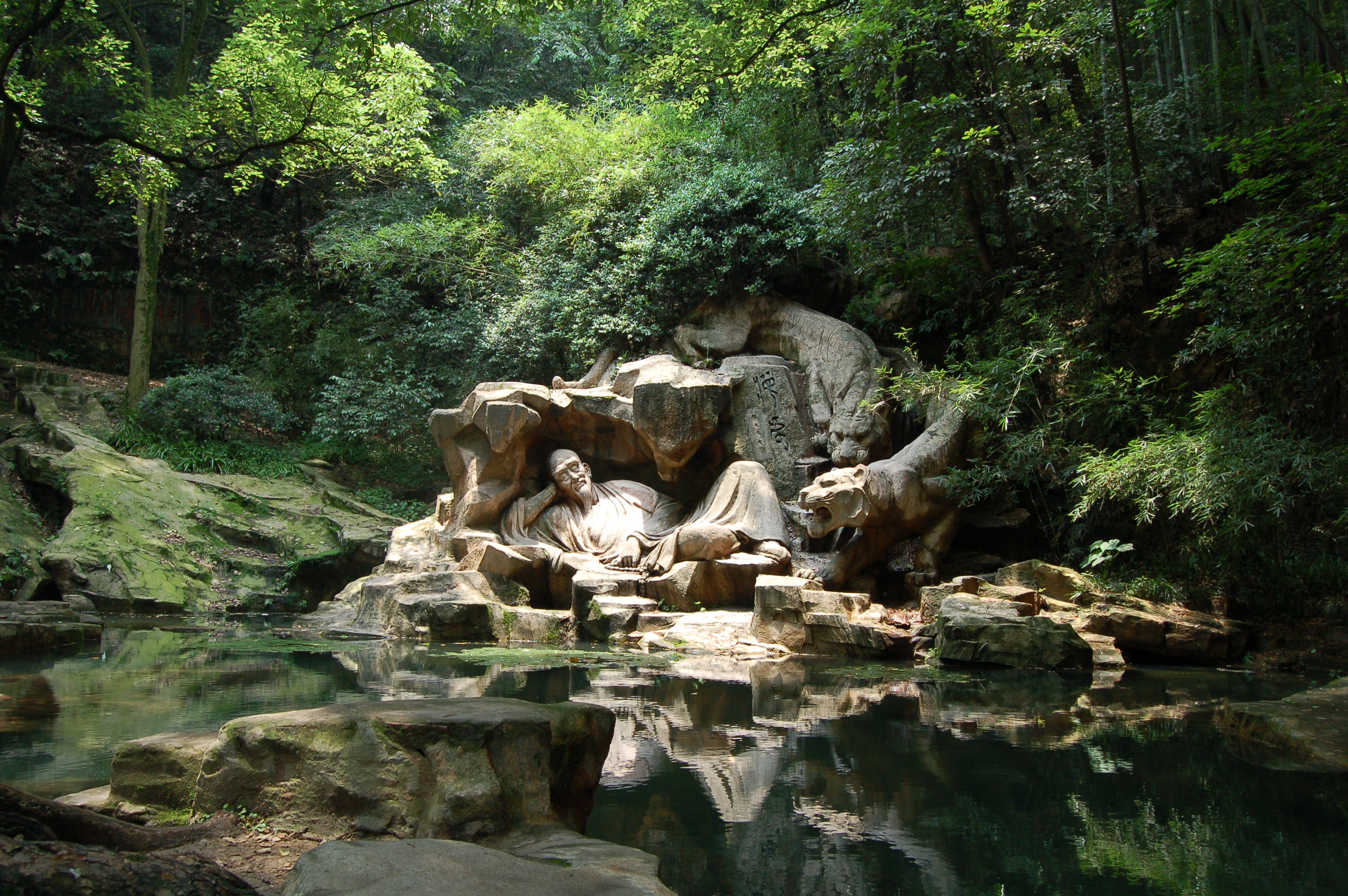
Hổ Bào Mộng Tuyền (虎跑梦泉), trong khuôn viên nơi chôn cất Tế Công.

Vào ngày 16 tháng 5 năm Gia Định thứ 2 (1209), sư an nhiên ngồi kiết già thị tịch tại chùa Tịnh Từ, hưởng thọ 79 tuổi (hoặc 61 tuổi theo các tài liệu khác). Trước khi tịch, sư có để lại một bài kệ:
Sáu mươi năm phiêu bạt đó đây
Vách phên trống toát chẳng hề lay
Bây chừ khăn gói quay về lại
Dòng xưa còn mãi nước trời mây. 

## Trong văn hóa đại chúng

### Sách
- Tế Công Toàn Truyện (濟公全傳) do Quách Tiểu Đình (郭小亭) sáng tác, quyển sách này đã được dịch sang Tiếng Anh với tiêu đề: Những cuôc phiêu lưu của tăng điên Tế Công: Trí tuệ say xỉn của vị thiền tăng nổi tiếng nhất Trung Quốc (Adventures of the Mad Monk Ji Gong: The Drunken Wisdom of China's Most Famous Chan Buddhist Monk), dịch bởi John Robert Shaw, xuất bản năm 2014.

### Phim điện ảnh
- Phật Sống Tế Công (The Living Buddha, 濟公活佛), phim Hồng Kông năm 1939 với diễn viên chính là Yee Chau-sui.
- Tế Công: Phật Sống Tái Sinh (Ji Gong: Reincarnated Buddha, 濟公活佛), phim Hồng Kông năm 1949, diễn viên chính là Yee Chau-sui.
- Tế Công Tam Khí Hóa Vân Long (How the Monk Chai Kung Thrice Insulted Wah Wan-Lung, 濟公三氣華雲龍), sản xuất vào năm 1950, diễn viên chính Yee Chau-sui.
- Tế Công Truyện (The Mischievous Magic Monk , 濟公傳), phim Hồng Kông năm 1954, diễn viên chính là Hung Boh.
- Tế Công Tân Truyền Kỳ (A New Tale of the Monk Jigong), phim Hồng Kông năm 1954, diễn viên chính Leung Sing-bo.
- Tế Công Hỏa Thiêu Tỳ Bà Tinh (Ji Gong Sets the Fire on the Impenetrable Pi-pa Spirit, 濟公火燒琵琶精), phim Hồng Kông năm 1958, diễn viên chính Leung Sing-bo.
- Phật Sống Tế Công (Ji Gong: The Living Buddha, 濟公活佛), phim Hồng Kông năm 1964, diễn viên chính Sun Ma Sze Tsang.
- Tế Công Hiện Đại (A Modern Ji Gong, 摩登濟公), phim Hồng Kông năm 1965, Sun Ma Sze Tsang.
- Tế Công Đại Náo Công Đường (Ji Gong Raids the Courtroom, 濟公大鬧公堂), phim Hồng Kông 1965, Sun Ma Sze Tsang.
- Tế Công Tróc Yêu (Ji Gong Is After the Demon, 濟公捉妖), phim Hồng Kông 1965, Sun Ma Sze Tsang.
- Tế Công Đấu Bát Tiên (Ji Gong and the 8 Immortals, 濟公鬥八仙), phim Hồng Kông 1966, Sun Ma Sze Tsang.
- Tế Công Hoạt Phật (The Magnificent Monk, 濟公活佛), phim Hồng Kông năm 1969, Cheung Kwong-chiu.
- Phật Sống Tế Công (The Living Buddha Chikung, 濟公活佛), phim Hồng Kông năm 1975, Yueh Yang.
- Tế Điên (The Mad Monk, 佛跳牆), phim Hồng Kông sản xuất năm 1977 bởi Shaw Brothers Studio, diễn viên chính Julie Yeh Feng.
- Ô Long Tế Công (The Mad Monk Strikes Again, 烏龍濟公), phim Hồng Kông sản xuất năm 1978 bởi Shaw Brothers Studio, Julie Yeh Feng.
- Tân Tế Công Hoạt Phật (Xin Ji Gong Huo Fo, 新濟公活佛), phim Đài Loan năm 1982, diễn viên chính Hsu Pu-liao.
- Tế Điên (The Mad Monk, 濟公), phim Hồng Kông năm 1993, diễn viên chính Châu Tinh Trì.
- Tế Công Cổ Sát Phong Vân (Ji Gong: Gu Cha Fengyun, 濟公·古剎風雲), phim Trung Quốc năm 2010, diễn viên chính Du Bản Xương.
- Tế Công Trà Diệc Hữu Đạo (Ji Gong: Cha Yi You Dao, 濟公·茶亦有道), phim Trung Quốc năm 2010, Du Bản Xương.

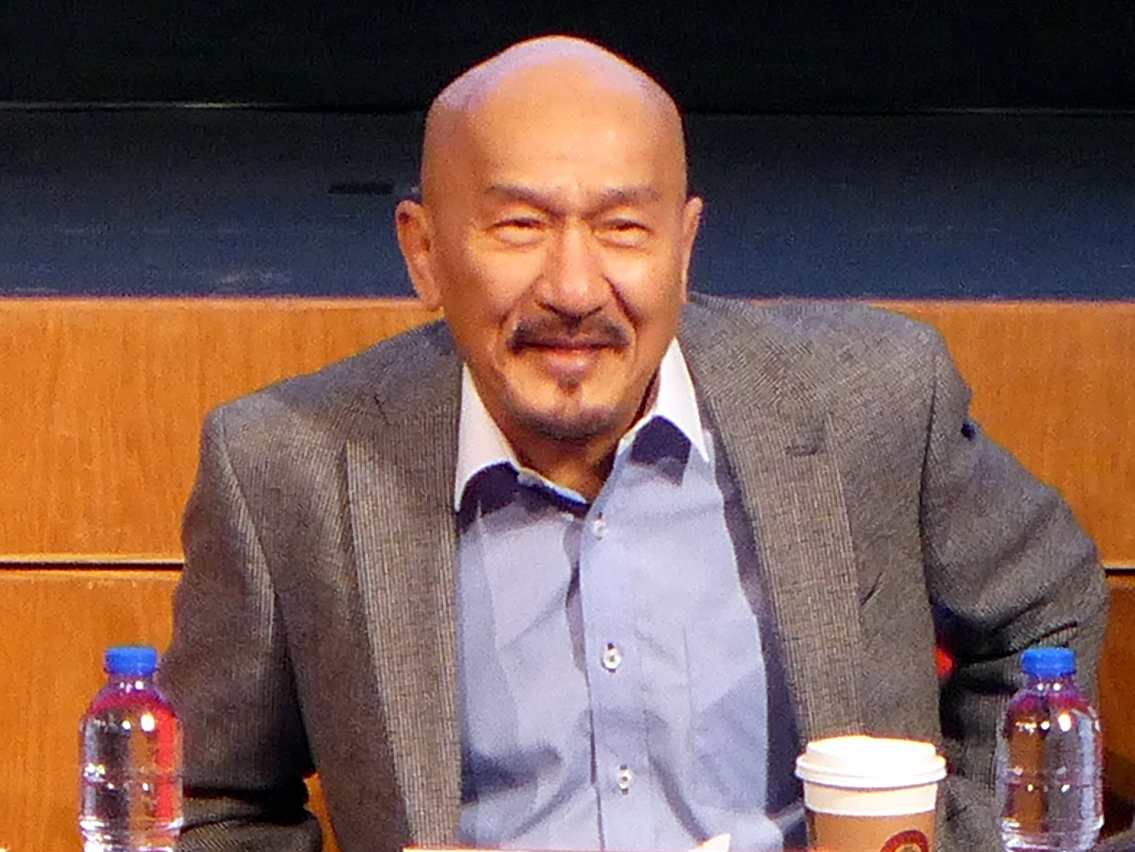
Karl Maka, người nổi tiếng nhờ đóng vai Tế Công trong bộ phim Zen Master, 2001.

### Phim truyền hình
- Hàng Long La Hán (Xianglong Luohan, 降龍羅漢), phim truyền hình Đài Loan năm 1984, sản xuất bởi CTV,  diễn viên chính Hsu Pu-liao.
- Tế Công (Ji Gong, 濟公), phim truyền hình Trung Quốc năm 1985, sản xuất bởi Shanghai TV and Hangzhou TV, diễn viên chính Du Bản Xương.
- Hồ Đồ Thần Tiên (Hutu Shenxian, 糊塗神仙), phim truyền hình Đài Loan 1986, sản xuất bởi  TTV, diễn viên chính Lung Kuan-wu.
- Tế Công (Buddha Jih, 濟公), phim Hồng Kông gồm 2 phần năm 1986, sản xuất bởi ATV, diễn viên chính Lam Kwok-hung.
- Đại Tiểu Tế Công (Daxiao Ji Gong, 大小濟公), phim truyền hình Đài Loan năm 1987, sản xuất bởi CTS, diễn viên chính Shih Ying.
- Khoái Lạc Thần Tiên (Kuaile Shenxian, 快樂神仙), phim truyền hình Đài Loan năm 1987, sản xuất bởi TTV, diễn viên chính Cheng Ping-chun.
- Tế Công (Ji Gong, 濟公), phim truyền hình Trung Quốc 1988, sản xuất bởi  Shanghai TV and Hangzhou TV, diễn viên chính Du Bản Xương and Lü Liang.
- Tế Công Hoạt Phật (Ji Gong Huo Fo, 濟公活佛), phim truyền hình Trung Quốc 1989, sản xuất bởi CTPC and Ningbo Film Company, diễn viên chính Du Bản Xương.
- Tế Công Tân Truyện (Ji Gong Xin Zhuan, 濟公新傳), phim truyền hình Đài Loan năm 1991, sản xuất bởi  CTV, diễn viên chính Ku Pao-ming.
- Tế Công (Ji Gong, 濟公), phim truyền hình Đài Loan năm 1995, sản xuất bởi  TTV, diễn viên chính Châu Minh Tăng.
- Huyền Thoại Tế Công (The Legends of Jigong, 濟公活佛), phim truyền hình Singapore năm 1996, sản xuất bởi TCS (now Mediacorp), diễn viên chính Xie Shaoguang.
- Tế Công Hoạt Phật (Ji Gong Huo Fo, 濟公活佛), phim truyền hình Đài Loan năm 1997, sản xuất bởi  CTV, diễn viên chính Châu Minh Tăng và Lin You-hsing.
- Tế Công (The Legend of Master Chai, 濟公), phim truyền hình Hồng Kông năm 1997, sản xuất bởi TVB, diễn viên chính Joey Leung.
- Tế Công Du Ký (濟公游記), phim truyền hình Trung Quốc năm 1998, sản xuất bởi  Zhejiang TV, diễn viên chính Du Bản Xương.
- Thiền sư (Zen Master, 濟公傳奇), phim truyền hình Hồng Kông năm 2001, chuyển thể từ bộ phim Buddha Jih năm 1986, sản xuất bởi ATV, diễn viên chính Karl Maka.
- Tế Công (Ji Gong, 濟公), phim truyền hình Đài Loan sản xuất bởi Formosa Television năm 2007, diễn viên chính Lung Shao-hua.
- Hoạt Phật Tế Công (The Legend of Crazy Monk, 活佛濟公), phim truyền hình Trung Quốc gồm 3 phần sản xuất bởi Shanghai Chongyuan Cultural Company and Hangzhou Baicheng Media Company, diễn viên chính Trần Hạo Dân. Ba phần này được phát hành từ năm 2009-2011.
- Tân Tế Công (New Mad Monk, 濟公活佛), phim truyền hình Trung Quốc năm 2013 sau phim The Mad Monk (Tế Điên) của Châu Tinh Trì, sản xuất bởi Lafeng Entertainment, diễn viên chính Trần Hạo Dân.
- Tế Công Truyền Kỳ (Final Destiny, 一笑渡凡間), phim truyền hình Hồng Kông năm 2021, sản xuất bởi TVB, diễn viên chính Tiêu Chính Nam.